# Wahlkreis Dundee West (Schottisches Parlament)
| Dundee West                       |
| --------------------------------- |
| Dundee West · North East Scotland |
| Gebildet                          |
| 1999                              |
| Abgeschafft                       |
| 2011                              |
| Regionen                          |
| Dundee                            |

Dundee West war ein Wahlkreis für das Schottische Parlament. Er wurde 1999 als einer von neun Wahlkreisen der Wahlregion North East Scotland eingeführt, die im Zuge der Revision der Wahlkreise im Jahre 2011 neu zugeschnitten und auf zehn Wahlkreise erweitert wurde. Hierbei wurden der Wahlkreis Dundee West abgeschafft. Er umfasste die westlichen Stadtteile von Dundee. Die Gebiete sind weitgehend in dem neuen Wahlkreis Dundee City West aufgegangen. Bei Zensuserhebung 2001 lebten insgesamt 71.792 Personen innerhalb seiner Grenzen. Es wurde ein Abgeordneter entsandt.

## Wahlergebnisse

### Parlamentswahl 1999
| Ergebnisse der Parlamentswahl 1999 | Ergebnisse der Parlamentswahl 1999 | Ergebnisse der Parlamentswahl 1999 | Ergebnisse der Parlamentswahl 1999 |
| Partei                             | Kandidat                           | Stimmen                            | %                                  |
| ---------------------------------- | ---------------------------------- | ---------------------------------- | ---------------------------------- |
| Labour                             | Kate Maclean                       | 10.925                             | 37,6                               |
| SNP                                | Calum Cashley                      | 10.804                             | 37,2                               |
| Conservative                       | Gordon Buchan                      | 3345                               | 11,5                               |
| Liberal Democrats                  | Elizabeth Dick                     | 2998                               | 10,3                               |
| Scottish Socialist                 | Jim McFarlane                      | 1010                               | 3,5                                |

### Parlamentswahl 2003
| Ergebnisse der Parlamentswahl 2003 | Ergebnisse der Parlamentswahl 2003 | Ergebnisse der Parlamentswahl 2003 | Ergebnisse der Parlamentswahl 2003 | Ergebnisse der Parlamentswahl 2003 |
| Partei                             | Kandidat                           | Stimmen                            | %                                  | ±                                  |
| ---------------------------------- | ---------------------------------- | ---------------------------------- | ---------------------------------- | ---------------------------------- |
| Labour                             | Kate Maclean                       | 8234                               | 32,9                               | −4,7                               |
| SNP                                | Irene McGugan                      | 7168                               | 28,7                               | −8,5                               |
| Parteilos                          | Ian Borthwick                      | 4715                               | 18,9                               | +18,9                              |
| Liberal Democrats                  | Shona Ferrier                      | 1878                               | 7,5                                | −2,8                               |
| Scottish Socialist                 | Jim McFarland                      | 1501                               | 6,0                                | +2,5                               |
| Conservative                       | Victoria Roberts                   | 1376                               | 5,5                                | −6,0                               |
| Scottish People’s                  | Morag Maclachlan                   | 131                                | 0,5                                | + 0,5                              |
| Wahlbeteiligung: 25.003 (48,66 %)  |                                    |                                    |                                    |                                    |

### Parlamentswahl 2007
| Ergebnisse der Parlamentswahl 2007 | Ergebnisse der Parlamentswahl 2007 | Ergebnisse der Parlamentswahl 2007 | Ergebnisse der Parlamentswahl 2007 | Ergebnisse der Parlamentswahl 2007 |
| Partei                             | Kandidat                           | Stimmen                            | %                                  | ±                                  |
| ---------------------------------- | ---------------------------------- | ---------------------------------- | ---------------------------------- | ---------------------------------- |
| SNP                                | Joe FitzPatrick                    | 10.955                             | 45,1                               | +16,4                              |
| Labour                             | Jill Shimi                         | 9009                               | 37,1                               | +4,2                               |
| Liberal Democrats                  | Michael Charlton                   | 2517                               | 10,4                               | +2,9                               |
| Conservative                       | Belinda Don                        | 1787                               | 7,4                                | +1,9                               |
| Wahlbeteiligung: 24.268 (48,82 %)  |                                    |                                    |                                    |                                    |